# Renzo López
Renzo López, vollständiger Name Renzo López Patrón, (* 16. April 1994 in Montevideo) ist ein uruguayischer Fußballspieler.

## Karriere
Der 1,92 Meter große Offensivakteur López wechselte im August 2012 auf Leihbasis von Nacional Montevideo zum Club Atlético Rentistas. Zur Spielzeit 2013/14 kehrte er zu den „Bolsos“ zurück. Dort wurde er in jener Saison jedoch nicht in der Primera División eingesetzt, so dass er sich bereits im Januar 2014 abermals im Rahmen einer Ausleihe für die Clausura 2014 dem Stadt- und Ligarivalen Rentistas anschloss. In der verbleibenden Saison stand er bei zwei Erstligaeinsätzen (kein Tor) 18 Minuten auf dem Platz. Zur Apertura 2014 setzte er seine Karriere abermals bei Nacional Montevideo fort. Dort wurde er jedoch lediglich im Kader der in der Tercera División spielenden Reservemannschaft (Formativas) geführt. In der Spielzeit 2014/15 wurde er bei Nacional nicht in der höchsten uruguayischen Spielklasse eingesetzt. Ende Januar 2015 wechselte er auf Leihbasis innerhalb Montevideos zum Erstligisten Racing und lief in der Clausura 2015 achtmal (kein Tor) in der Primera División auf. Es folgten 15 weitere Erstligaeinsätze (drei Tore) in der Saison 2015/16. Mitte August 2016 folgte eine Leihe zum Erstligisten Sud América, bei dem er in der Spielzeit 2016 viermal bei 13 Ligaeinsätzen traf. Im Januar 2017 verpflichtete ihn dann leihweise der spanische Drittligist Extremadura UD, für den er bis zum Saisonende neun Ligaspiele (kein Tor) absolvierte. In der zweiten Julihälfte 2017 wechselte er auf Leihbasis zu Plaza Colonia.